# Зоран Бојовић
Зоран Бојовић (Иванград, 26. новембар 1956) бивши је југословенски фудбалер.

## Каријера
Прве фудбалске кораке је начинио у родном Иванграду, где је наступао за локални Раднички Иванград. Играо је још за будвански Могрен и прибојски ФАП, да би тек из другог покушаја постао члан нишког Радничког (био је на проби још 1978. године, али није задовољио игром тадашњег тренера Јосипа Дуванчића). У дресу Радничког је играо од 1980. до 1985, одиграо је 132 првенствене утакмице и постигао шест голова у генерацији која је три пута учествовала у Купу УЕФА.
У сезони 1981/82. стигли су до полуфинала и побеђивали су редом Наполи (2:2, 0:0), Грасхоперс из Цириха (0:2, 2:0, пенали 3:0), Фајенорд (2:0, 0:1), Данди јунајтед (0:2, 3:0) и у полуфиналу изгубили од Хамбурга (2:1, 1:5). Каријеру је наставио у белгијском Серкл Брижу (1985-87), по једну сезону наступао и за Стандард Лијеж (1987-88) и француски Милуз (1988-89). Играо је 1989. у САД, где је носио дрес екипе Сент Луис сторма.
За репрезентацију Југославије одиграо је две утакмице. Прву је играо 12. октобра 1983. против Норвешке у Београду и другу 26. октобра 1983. против Швајцарске у Базелу.